# Saffo (Pacini)
Versions successives
Personnages
- Saffo (Sappho), célèbre chanteuse et poète, aime Faone (soprano ou mezzo-soprano)
- Alcandro,, Grand Prêtre d'Apollon Leucadien (baryton)
- Climene, sa fille, épouse de Faone (mezzo-soprano)
- Faone (Phaon), amant de Saffo, plus tard époux de Climène (ténor)
- Dirce, compagne de Climène (mezzo-soprano)
- Ippia, premier haruspice, serviteur/ami d'Alcandro (ténor)
- Lisimaco, au service du temple d'Apollon, vieil homme, père adoptif de Saffo (basse)
- Prêtres, augures, dames de Climene, invités au mariage, personnes (Chœur).

Saffo est un opéra de Giovanni Pacini, sur un livret de Salvadore Cammarano, créé en 1840 au Teatro San Carlo, à Naples.

## Argument
L'action se déroule dans la Grèce antique et concerne la légendaire chanteuse et poète Sappho et son amour malheureux pour Phaon.

### Acte I: La couronne olympique
Vue extérieure d'un amphithéâtre
Lors du concours de chant d'Olympie (42e Jeux Olympiques), Saffo chante (peu avant le début de l'opéra) un hymne passionné dans lequel elle condamne la coutume "barbare" des sauts suicidaires depuis la falaise du sanctuaire d'Apollon, dans l'île de Leucade. Ainsi, elle retourne tout le public contre Alcandro, grand prêtre d'Apollon Leucadien, qui est présent et chassé du stade. Le grand prêtre humilié jure de se venger de Saffo, même si le souvenir de son chant éveille également en lui une étrange affection.
Lorsque Faone, l'amant de Saffo, apparaît, Alcandro voit son moment et rappelle au jeune homme son ancienne affection pour la fille d'Alcandro, Climene.
Saffo apparaît, et Faone, jaloux et inconstant, lui reproche en la soupçonnant (à tort) d'infidélité. Elle essaie de dissiper ses doutes, mais quand arrive la nouvelle que Saffo a remporté le concours et qu'elle va être couronnée de la couronne de laurier olympique par le poète Alceo, elle fond de joie et de gratitude. Faone pense que ses pires craintes se sont confirmées et une séparation violente s'ensuit.

### Acte II: Les noces de Faone
L'appartement d'Alcandro près du Temple d'Apollon
À Leucade, Climene, la fille d'Alcandro, prépare avec joie son mariage avec Faone.
Soudain apparaît Saffo, qui cherche depuis trois mois dans toute la Grèce Faone, qu'elle aime profondément. Elle regrette désormais d'avoir insulté Apollon Leucadien à Olympie, et pour plaire au dieu, elle veut faire des offrandes dans le sanctuaire et demande de l'aide à Climene. Au cours de la conversation, Saffo apprend de Climene qu'elle a eu une sœur qui a disparu dans un naufrage lorsqu'elle était enfant et qui serait morte. Saffo est touchée et les deux femmes s'embrassent de manière réconfortante. Elles décident que Saffo devrait chanter au mariage de Climene. Cependant, comme Saffo est complètement sale à cause du voyage et n'a rien de convenable à porter, Climene lui fournit sa propre robe magnifique.
Temple d'Apollon
Commence la cérémonie solennelle du mariage, célébrée par le père de la mariée et le grand prêtre Alcandro. Après que les mariés ont prêté serment et déposé des couronnes sur l'autel en signe de leur union scellée, Climene annonce que Saffo chantera pour eux. Lorsque Saffo entre et découvre que le marié est le Faone qu'elle aime et que le mariage a déjà eu lieu, elle devient si désespérée et en colère qu'elle renverse l'autel et le profane. La scène se termine dans l'excitation et le désespoir général.

### Acte III: Le saut du rocher leucadien
Une forêt effrayante
Saffo, repentante, apparaît devant Alcandro et les augures du sanctuaire d'Apollon. Afin de réparer son comportement blasphématoire et dans l'espoir d'effacer sa douleur (ou de mourir) à cause de son amour non partagé pour Faone, elle souhaite être acceptée comme le sacrifice qui sautera de la falaise leucadienne. Les augures se retirent dans la grotte sacrée pour interroger la divinité, et Saffo est autorisée à sauter. Lorsqu'elle doit déclarer officiellement son nom, son lieu de naissance et son père, le vieux Lisimaco intervient et révèle un secret : il y a des années, après un naufrage, il a trouvé une petite fille (Saffo) sur la plage, l'a emmenée avec lui et l'a élevée. Quand Alcandro entend cela, il demande si elle avait une amulette autour du cou. Lisimaco répond par l'affirmative et Saffo elle-même montre l'amulette qu'elle porte toujours avec elle. Il s'avère donc que Saffo est la fille disparue et considérée comme morte d'Alcandro et la sœur de Climene. Maintenant, Alcandro veut empêcher Saffo de faire un saut suicidaire, mais elle est déjà consacrée à la divinité et est elle-même déterminée.
Faone a réalisé à quel point Saffo l'aime et regrette de l'avoir quittée ; il décide de sauter de la falaise avec elle.
Sur le Rocher Leucadien
Dans la scène finale, Saffo, vêtue de blanc, est conduite au rocher sacré lors d'une cérémonie solennelle. Submergée par les émotions, elle entre dans un état d'inspiration divine et d'extase et, au son de sa lyre, dit au revoir avec une chanson dans laquelle elle pardonne à tout le monde et souhaite du bonheur aux jeunes mariés Climene et Faone.

## Structure musicale
- Symphonie

### La couronne olympique
- Scène 1 : Introduction et Cavatine d'Alcandro Divini carmi? Quante ne desta - Di sua voce il suon giungea (Chœur, Alcandro, Hippias)
- Scène 2 : Duo entre Sappho et Phaone Quando il mio caldo genio (Saffo, Phaone, Chœur, Lysimachus)

### Le mariage de Faone
- Scène 4 : Chœur de Climene et Cavatine  Al crin le cingete la rosea corona - Ah! con lui mi fu rapita (Chœur, Dirce, Climene)
- Scène 5 : Duo entre Climene et Sappho Ahi crudo fato! Ahi misera!
- Scène 6 : Finale II Le certe, le tibie confondano i suoni (Chœur, Alcandro, Phaone, Climene, Sappho, Lysimaque, Hippias, Dirce)

### Le saut de Leucade
- Scène 7 : Chœur et Terzet entre Alcandro, Sappho et Climene Signor di Leucade ~ occhio del ciel - Ah! che un perfido son io (Chœur, Sappho, Alcandro, Lysimachus Climene, Hippias)
- Scène 8 : L'air de Faone Qual frutto acerbo io colsi (Faone, Hippias, Chœur)
- Scène 9 : Chœur, Aria et Dernier Finale de Sappho Teco dall'are pronube - L'ama ognor quali io l'amai (Chœur, Sappho, Climene, Dirce, Alcandro, Lisimaco, Phaone, Hippias)

## Orchestration
| Instrumentation de Saffo                                   |
| Bois                                                       |
| 2 piccolos, 2 flûtes, 2 hautbois, 2 clarinettes, 2 bassons |
| Cuivres                                                    |
| 4 cors, 2 trompettes, 3 trombones, 1 cimbasso              |
| Percussions                                                |
| Timbales, 1 gong, 1 sistre                                 |
| Cordes pincées                                             |
| 1 harpe                                                    |
| Cordes frottées                                            |
| Musique de scène                                           |
| 1 instrument à vent                                        |

## Réception
Les artistes impliqués dans la première représentation sont :
| Rôle     | Registre vocal        | Interprète                  |
| -------- | --------------------- | --------------------------- |
| Saffo    | Soprano/Mezzo-soprano | Franziska Pixis             |
| Climene  | Mezzo-soprano         | Eloisa Buccini              |
| Faone    | Ténor                 | Gaetano Fraschini           |
| Alcandro | Baryton               | Giovanni Orazio Cartagenova |
| Dirce    | soprano               | Anna Salvetti               |
| Lisimaco | Basse                 | Michele Benedetti           |
| Ippia    | tenore                | Napoleone Rossi             |

## Musique
Saffo est le deuxième opéra de Pacini (après Furio Camillo, Rome 1839) après son absence de cinq ans de la scène lyrique (à partir de 1835) ; au total, il est environ son 46e opéra. C'est aussi sa première collaboration avec le célèbre librettiste Salvadore Cammarano, avec qui il créera par la suite cinq autres opéras. Le compositeur est tellement découragé à mi-chemin qu'il veut abandonner et demanda à Cammarano un autre livret, mais après avoir entendu les premières pièces de Pacini lui-même, il le persuade de continuer la composition.
À partir de 1835, Pacini se penche en profondeur sur les développements musicaux plus modernes de compositeurs tels que Vincenzo Bellini et Gaetano Donizetti et probablement aussi sur des œuvres françaises de Giacomo Meyerbeer (Les Huguenots) et/ou Fromental Halévy (La Juive) et essaie de créer avec Saffo un drame musical qui est aussi réaliste que possible. Une grande partie de la musique est presque entièrement composée, bien qu'il utilise encore essentiellement les formes traditionnelles. L'effet réel-dramatique comprend également un style de chant largement dépourvu de colorature (à l'exception de la Cabaletta d'Ismène dans la première partie). Cependant, la distribution du rôle-titre avec la chanteuse allemande Francilla (alias Franziska) Pixis, que Pacini qualifie de passionnée et qui avait probablement un caractère légèrement différent, joue un certain rôle que la plupart des chanteuses italiennes vers 1840 qui se concentrent davantage sur l'euphonie, la flexibilité et la capacité de colorature (comme Eugenia Tadolini ou Erminia Frezzolini, avec qui Pacini travaillera plus tard).
Stylistiquement, la musique de Saffo est très romantique. Si la tradition italienne du bel canto est encore préservée sous la forme d'un lyrisme bien formé, d'autres éléments sont progressifs au fil de la création, comme notamment l'harmonie complexe et mobile, parfois audacieuse. L'écriture orchestrale est luxuriante et accorde moins d'attention aux chanteurs que dans les premiers opéras de Pacini ou de Bellini. La couleur de l'opéra est déterminée par l'utilisation étonnamment fréquente d'instruments à vent, en particulier de cuivres et ici encore de trombones particulièrement graves. Il y a parfois des explosions soudaines, bruyantes et dramatiques. Des cantilènes mélancoliques pour violoncelle parcourent toute l’œuvre comme un fil conducteur.
En particulier dans le troisième acte, Pacini crée une musique expressive et touchante, avec l'exemple de Norma de Bellini qui transparaît de temps en temps et clairement. L'un des moments les plus émouvants de l'opéra est le trio, Al seno mi stringi.

## Histoire
Dès sa création, l'opéra est un immense succès, Pacini est célébré et ramené chez lui avec des flambeaux après la deuxième représentation, comme c'était la coutume à l'époque avec les grands succès d'opéra en Italie. En 1841, l'opéra est joué à Trieste, Rome et Venise, et rien qu'en 1842, il y a des représentations dans 16 théâtres différents : Barcelone, Vienne, Milan, Florence, Turin, Bologne et Palerme. En 1873, il y avait environ 70 productions rien qu'en Italie, les dernières représentations ayant lieu à La Fenice de Venise (1870) et au Teatro dal Verme de Milan (1873).